# 石梯镇 (安康市)
石梯镇，是中华人民共和国陕西省安康市汉滨区下辖的一个乡镇级行政单位。

## 行政区划
石梯镇下辖以下地区：
双村、九条沟村、杨寇村、大石村、双联村、丰富村、花果村、致富村、青石村、联乡村、三桥村、叶沟村、烟岭村、彭垭村、柳河村、尖山村、黄龙庙村、兴坪村、迎春村、水田村、冯山村、石坡村、青套村和刘坝村。